# Lucious Jackson
Lucious Brown "Luke" Jackson (San Marcos (Texas), 31 oktober 1941 – Houston (Texas), 12 oktober 2022) was een Amerikaans basketballer. Hij won met het Amerikaans basketbalteam de gouden medaille op de Pan-Amerikaanse Spelen 1963 en de Olympische Zomerspelen 1964.
Jackson speelde voor het team van de Pan American College, voordat hij in 1964 zijn NBA-debuut maakte bij de Philadelphia 76ers. In totaal speelde hij 8 seizoenen in de NBA, allemaal bij de 76ers.
Tijdens de Olympische Spelen speelde hij 9 wedstrijden, inclusief de finale tegen de Sovjet-Unie. Gedurende deze wedstrijden scoorde hij 90 punten.
De muziekformatie Luscious Jackson ontleent zijn naam aan Jackson.
Lucius Jackson overleed op 80-jarige leeftijd als gevolg van hartproblemen.

4 Jim Barnes · 
5 Bill Bradley · 
6 Larry Brown · 
7 Joe Caldwell · 
8 Mel Counts · 
9 Richard Davies · 
10 Walt Hazzard · 
11 Lucious Jackson · 
12 Pete McCaffrey · 
13 Jeff Mullins · 
14 Jerry Shipp · 
15 George Wilson · 
Coach Henry Iba
12 Weiss · 
13 Chamberlain · 
14 Guokas · 
15 Greer · 
20 Gambee · 
21 Costello · 
24 Jones · 
25 Walker · 
28 Melchionni · 
32 Cunningham · 
54 Jackson · 
Coach Hannum